# 小出吉政
小出 吉政（こいで よしまさ）は、安土桃山時代から江戸時代前期にかけての武将、大名。但馬出石藩主、のち和泉岸和田藩2代藩主。出石藩小出家2代。

## 生涯
永禄8年（1565年）、尾張国愛知郡中村で生まれた。母栄松院が、豊臣秀吉の生母大政所の妹であったため早くから秀吉に馬廻として仕えた。秀吉は従兄にあたる。
天正18年（1590年）、小田原征伐に従軍した。
天正19年（1591年）、和泉の地で知行を与えられる。
文禄2年（1593年）、従五位下信濃守に叙任され、但馬国有子山城2万石の知行を与えられる。
文禄3年（1594年）、伏見城普請を分担。同年6月播磨で2万石加増され、合計4万石の知行。
文禄4年（1595年）、秀次事件で失脚した前野長康に代わり、但馬国出石城6万石に移封される。秀政・吉政親子で合計9万石の知行。
慶長3年（1598年）8月、秀吉の死で国景（刀）を遺贈される。なお、秀吉が死の直前に記した『大坂御番之次第』と題する朱印状によると、吉政は大坂城の本丸裏御門および青屋口御門の門番という要職を与えられていたことがわかる。
慶長5年（1600年）正月に長束正家・増田長盛・前田玄以の三奉行の連署で出された法度でも、吉政は片桐且元と2人で大坂城の破損・掃除等の保守責任者とされた。他方でそれ以前に出された掟書では、豊臣秀頼の番衆の中には吉政は含まれていなかった。

同年の関ヶ原の戦いの時は父秀政と共に西軍に属し、大阪平野の野口・新堀を警備。細川幽斎が守る丹後国田辺城攻撃に参加したが、弟の秀家が東軍に属して関ヶ原本戦で活躍したため、戦後に6万石の所領を安堵された。
皮肉な事に慶長8年（1603年）に秀家が父に先立って病死し、翌年に秀政が死去すると、吉政は父の遺領である岸和田城3万石に移り、長男の吉英が出石を領することになった。
慶長18年（1613年）、大坂の陣の前年に49歳で死去した。紀伊国の高野山（奥の院）庫蔵院に葬られた。京都市の大徳寺玉林院にも墓所がある。